# Alizé (Bratislava)

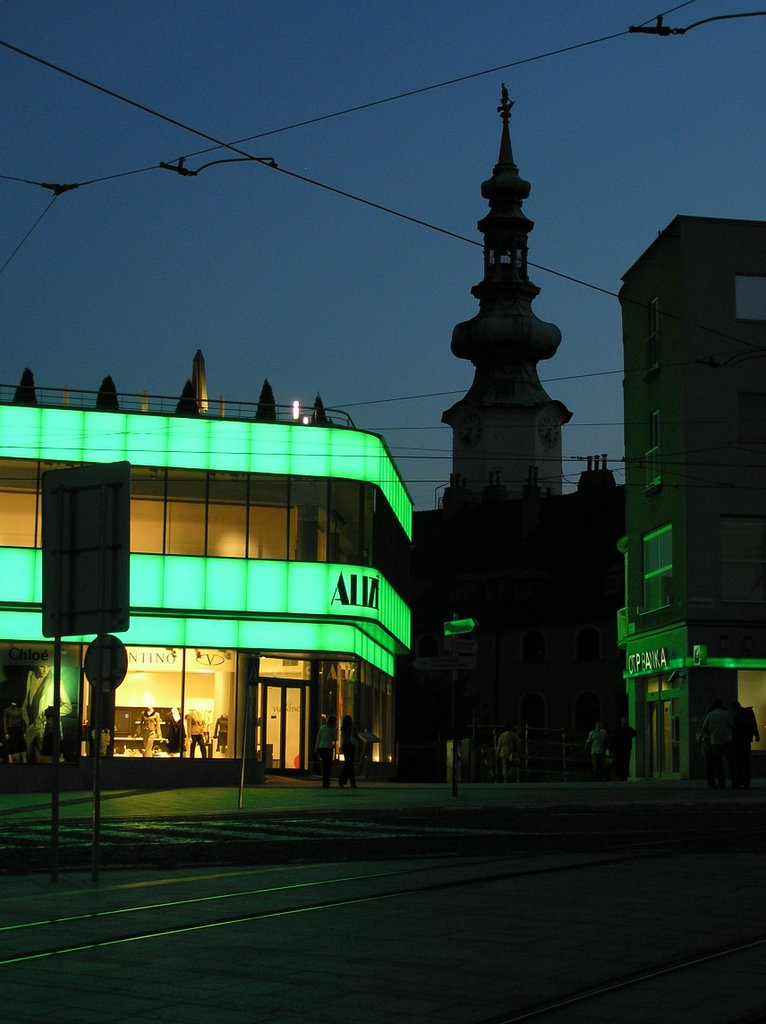
Velký Baťa a Michalská věž

Obchodní dům Alizé, známý také jako „Velký“ Baťa, nebo Dům služeb Baťa, je nejstarší obchodní dům v Bratislavě. Nachází se na Hurbanově náměstí v městské části Staré Město. Postaven byl v roce 1931 společností Baťa a. s., Autorem architektonického návrhu byl Vladimír Karfík. Budova je památkově chráněna, patří mezi objekty zlínské funkcionalistické architektury na Slovensku.
Před výstavbou obchodního domu na jeho místě stál hostinec Schmidt a Hansl. Původní projekt počítal s kompaktním čtyřpodlažním objektem, po protestech veřejnosti kvůli překrytí výhledu na věž Michalské brány byl ve směru od Suchého mýta  pozměněn do konečné podoby kombinující spodní, pětipodlažní část s vrchní, dvoupatrovou.
Obchodní dům nabízel na svou dobu zákazníkům širokou paletu služeb – kromě prioritní prodeje obuvi například opravu koženého zboží nebo pedikúru. V původních plánech byla i obchodní pasáž propojující Hurbanovo náměstí přes hradní příkop se Zámečnickou ulicí, nevypořádané majetkové poměry pozemků však jeho realizaci nakonec znemožnily.
Přezdívku "Velký" Baťa dům získal po otevření menší obchodního provozu firmy Baťa na Obchodní ulici.
Obchodní dům si svou hlavní funkci uchoval i po znárodnění majetků firmy v roce 1948. První větší přestavbou prošel v letech 1986-1991. Hlavní vstup se přemístil z nárožní polohy na náměstí do rohu budovy k hradnímu příkopu. V té bylo k budově dostavěné komunikační schodiště propojující obchodní provozy v nižší části budovy, které tak funkčně nahradilo schodiště s výtahy ve vyšší části budovy. V té zůstala situována jen administrativa a zázemí.
Druhou velkou přestavbou objekt prošel po změně majitele v letech 2003-2005. Hlavní vstup se přesunul zpět na nároží. Před necelými dvaceti lety přistavěné schodiště v hradní příkopu se pro špatný technický stav využívá jen jako únikové. Prodejnu obuvi nahradily luxusní oděvy světových značek. Na třetím nadzemním podlaží se nachází restaurace s kavárnou, která v létě jako terasu využívá střešní plochu nad dvoupatrovém částí budovy.